# Videopoker
Videopoker is geautomatiseerde variant op het kaartspel poker.
Videopoker wordt gespeeld op een apparaat dat lijkt op een gokautomaat en wordt meestal gespeeld op een beeldscherm.
Voor videopoker moet men vaak, anders dan bij een fruitmachine, speciale casinomunten kopen. Door deze munten in het apparaat te gooien worden credits bemachtigd. Met deze credits kan vervolgens gespeeld worden.

## Spelverloop
In tegenstelling tot de meeste vormen van poker wordt er alleen op en tegen het apparaat gespeeld. Nadat de munten zijn geplaatst moet er op de startknop gedrukt worden, zodat er vervolgens vijf willekeurig geselecteerde kaarten worden getoond. Het doel is om net zoals bij poker een zo hoog mogelijke combinatie met vijf kaarten te behalen. Onder iedere kaart bevindt zich een knop waarmee de kaart kan worden laten staan of een nieuwe willekeurige kaart kan worden getoond. Vervolgens toont de machine voor een tweede en tevens laatste maal een nieuwe kaart. Er is een vast uitbetalingsschema waar winsten op gebaseerd zijn. Dezelfde combinaties gelden als gebruikt in Texas Hold 'em. Er kunnen enkele of dubbele inzetten worden geplaatst waarmee bij winst extra kan worden verdubbeld. Als voorbeeld wordt het behalen van een straat beloond met viermaal de oorspronkelijke inzet. Wanneer dus vier credits worden ingezet, dan worden zestien credits behaald.

## Geschiedenis
Videopoker werd begin jaren 70 in Las Vegas geïntroduceerd. De machines waren echter niet erg populair maar de populariteit kreeg een enorme boost met de introductie van Draw Poker in 1979. Sindsdien is het spel een grote hit.
Amerikaanse roulette · Franse roulette · Black Jack · Poker · Caribbean Stud Poker · Pai Gow Poker · Sic Bo · Punto Banco / Baccarat · 
Craps · Money Wheel · Trente et Quarante